# Legislação sobre o aborto
| Legal:                                       |                                                                                                |
|                                              | Sem limite gestacional                                                                         |
|                                              | Limite gestacional após 17 semanas                                                             |
|                                              | Limite gestacional até 17 semanas                                                              |
|                                              | Limite gestacional não específico ou não claro                                                 |
| Ilegal, exceto em casos de:                  |                                                                                                |
|                                              | Risco de vida*, problemas de saúde, estupro*, má-formação do feto* ou fatores socioeconômicos. |
|                                              | Risco de vida, problemas de saúde*, estupro, ou má-formação do feto.                           |
|                                              | Risco de vida, problemas de saúde*, ou má-formação do feto.                                    |
|                                              | Risco de vida*, problemas de saúde*, ou estupro.                                               |
|                                              | Risco de vida ou problemas de saúde.                                                           |
|                                              | Risco de vida materno.                                                                         |
|                                              | Ilegal, sem exceções.                                                                          |
|                                              | Não há informações                                                                             |
| * Não se aplica a alguns países da categoria |                                                                                                |

Situação jurídica do aborto ao redor do mundo:
Nota: Em alguns países ou territórios, leis sobre o aborto foram modificadas por outras leis, regulamentações, princípios legais ou decisões judiciais. Este mapa mostra seus efeitos combinados, conforme implementado pelas autoridades.

A legislação sobre o aborto varia consideravelmente entre os países e mudou ao longo do tempo. Essas legislações variam desde a permissão do aborto disponível gratuitamente mediante solicitação, de regulamentações ou restrições de vários tipos, até a proibição total em todas as circunstâncias.
O aborto continua a ser um assunto controverso em muitas sociedades por motivos religiosos, morais, éticos, práticos e políticos. Embora tenha sido proibido e limitado por lei em muitas jurisdições, o aborto continua a ser comum em muitas áreas, mesmo onde são ilegais. Segundo a Organização Mundial da Saúde (OMS), as taxas de aborto são semelhantes em países onde o procedimento é legal e em países onde não o é, devido à indisponibilidade de anticoncepcionais modernos em áreas onde o aborto é ilegal.
Ainda de acordo com a OMS, o número de abortos em todo o mundo está diminuindo devido ao aumento do acesso a métodos anticonceptivos. Quase dois terços das mulheres do mundo atualmente residem em países onde o aborto pode ser obtido mediante solicitação por uma ampla gama de razões sociais, econômicas ou pessoais.

## História
Alguns povos antigos como nos da Índia, China ou Pérsia o aborto não era considerado delito (ilegal). Já os assírios o tinham como crime punível com empalação apenas pela tentativa.
No Egito permitia-se o aborto, mas castigava-se severamente o infanticídio. Conheciam métodos contraceptivos ou abortivos, descritos simplesmente como “abandono do estado de gravidez” descritos nos papiros de Kahun, Ebers, Berlim, Carlsberg e Ramesseum. Consistiam em lavagens de vários tipos, como a realizada com azeite muito quente.
No Código de Hamurabi, que data do século XVIII a.C., destacava aspectos da reparação devida a mulheres livres em casos de abortos provocados mediante violência por golpes, exigindo o pagamento de 10 siclos pelo feto perdido.
Os hebreus penalizavam somente os abortos causados por violência. Os antigos hebreus acreditavam que o feto não tinha existência humana antes do seu nascimento, e que o aborto em qualquer época da gravidez era completamente permissível, se feito em favor da vida e da saúde da grávida. Parece que o delito não existia no tempo de Moisés, quer seja entre os judeus ou entre os povos circundantes; por exemplo não se mencionam na extensa enumeração de pecados imputados aos cananeus.
Na Grécia, Sócrates defendia que o aborto fosse um direito materno. A primeira referência ao aborto, na Grécia Antiga, encontra-se nos livros atribuídos a Hipócrates, que negava o direito ao aborto e exigia aos médicos jurar não dar às mulheres bebidas fatais para a criança no ventre.
Por outro lado os gregos antigos apoiavam o aborto para regular o tamanho da população e manter estáveis as condições sociais e económicas. Platão recomendava o aborto às mulheres grávidas com mais de quarenta anos de idade, e via a interrupção de uma gravidez não desejada como um meio para aperfeiçoar o próprio corpo.
Aristóteles defendia que o feto se convertia em “humano” aos 40 dias da sua concepção se fosse masculino, e aos 90 se fosse feminino. Aristóteles recomendava o aborto para limitar o tamanho da família e na sua obra “Política” reservava esse direito à mãe.
Na Grécia antiga, as leis de Licurgo e de Sólon, e a legislação de Tebas e Mileto tipificavam o aborto como crime.
Segundo o direito romano, não se considerava persona ao nasciturus, pelo que na Roma Antiga o aborto era permitido, embora se lhes reconhecesse direitos. Por exemplo se a mulher grávida fosse condenada à morte, suspendia-se a execução até ao nascimento.
O Talmude, bem como o Velho e o Novo Testamento não fazem qualquer menção específica diretamente ao aborto, apenas indiretamente em Êxodo 21:22, determinando o pagamento de uma multa àquele que causar um acidente que provoque um aborto em uma mulher.
No século II encontramos o primeiro registo de leis promulgadas pelo Estado contra o aborto decretando o exílio contra as mães e condenavam-se aos que administravam a poção abortiva a ser enviados para certas ilhas se fossem nobres e a trabalhos forçados nas minas de metal se eram plebeus.
Na Idade Média o direito canónico distinguia corpus formatum e corpus informatum. O primeiro é aquele que está em condições de receber a alma convertendo-se em feto animado, o segundo o que não tivesse chegado a esse estado. Houve discussão, mas em geral sustentava-se que a mudança dava-se aos 40 dias da concepção nos varões e 80 nas mulheres.
Na Idade Média, a Lex Romana Visigothorum editava penas severas contra o aborto.
No século XVII, a observação de espermatozoides nos primeiros microscópios levou à retomada da teoria do homúnculo ou preformação, sustentando que cada célula espermatozoide continha um ser humano de proporções microscópicas já completamente formado. Em 1869, em parte pela adoção dessa interpretação, a Igreja determinou a excomunhão pela prática de aborto, sob qualquer motivação.
Durante o século XVIII muitos países do mundo criaram leis que convertiam o aborto em ilegal.
O Código Penal francês de 1791, em plena Revolução Francesa, determinava que todos os cúmplices de aborto fossem flagelados e condenados a 20 anos de prisão. O Código Penal francês de 1810, promulgado por Napoleão Bonaparte, previa a pena de morte para o aborto e o infanticídio. Depois, a pena de morte foi substituída pela prisão perpétua. Além disso, os médicos, farmacêuticos e cirurgiões eram condenados a trabalhos forçados.
O primeiro país do mundo a legalizar o aborto foi a União Soviética, em 8 de novembro de 1920. Pela lei soviética, os abortos seriam gratuitos e sem restrições para qualquer mulher que estivesse em seu primeiro trimestre de gravidez. Aliás, desde 1913, Lenin já vinha defendendo a legalização do aborto. A política de despenalização foi interrompida em 1936 por Josef Stalin, objetivando aumento populacional, para ser retomada em 1955.
Em 1926, na Alemanha de Weimar, o país teve uma considerável amenização das punições para a prática de aborto, que deixou de ser considerado crime para ser considerado apenas infração. Essas medidas foram revertidas logo em 1933-1934, pelo regime nazista. Apesar de ser novamente classificado como crime, abria-se exceções condizentes com as políticas estatais de eugenia negativa, permitindo o aborto nos casos de defeitos congênitos quando o feto não era viável ou para segmentos da população considerados biologicamente "inaptos". A partir de 1935 a legislação recomendava ainda que seu uso fosse seguido de esterilização nestes casos. Em 1936, Heinrich Himmler, líder da SS, criou o "Escritório Central do Reich para o Combate da Homossexualidade e do Aborto", esperando reverter o declínio na natalidade "ariana", que ele atribuía à homossexualidade masculina e a abortos entre mulheres alemãs sadias. Martin Bormann se recusou no entanto a implementar leis nesse sentido, para evitar a reversão da lei de 1935. O estado atual da legalidade do aborto na Alemanha só se deu em 1972 (na Alemanha Oriental) e em 1976 (na Alemanha Ocidental).
Em seguida, em 1931 o aborto em caso de estupro foi legalizado no México, e na Polônia, incluindo também a justificativa de ameaça à saúde materna. Em 1935,o aborto foi legalizado na Islândia, na Dinamarca em 1937, e na Suécia em 1938. Segundo alguns autores que tratam deste assunto, o pano de fundo comum na legalização do aborto nesses países escandinavos foi um passado de tradição protestante luterana, que criou um ambiente favorável para que esses países fossem mais receptivos a uma reforma sexual. Quando esses países legislaram sobre o aborto, estariam na realidade legislando uma forma de ética situacionista influenciada pela tradição teológica luterana.

## América

### Argentina
No dia 30 de Dezembro de 2020, o senado da Argentina passou uma nova lei que legalizava o aborto ao pedido da mulher se não houver passado a décima quarta semana de gravidez.

### Brasil
O aborto é ilegal no Brasil, entretanto, o Código Penal prevê exceções absolutórias quando há risco de morte à mãe causado pela gravidez, quando a gravidez é resultante de um estupro que a mulher sofreu, e quando nesta o feto é anencefálico. Nesses três casos, permite-se à mulher optar por fazer ou não o aborto. Quando essa decide abortar, deve realizar o procedimento gratuito pelo Sistema Único de Saúde. Segundo uma pesquisa realizada em 25 países, o Brasil é o segundo que menos apoia a legalização do aborto.

### Bolívia
Na Bolívia o aborto é legal em três casos: em caso de estupro, de incesto ou de risco de vida à mulher.

### Canadá
O aborto não é restringido pela lei canadense. Desde 1969 que a lei permite a prática de aborto em situações de risco à saúde, e, a partir de 1973, a interrupção voluntária da gravidez deixou de ser ilegal. O Canadá é um dos países do mundo que dá mais liberdade de fazer um aborto; o acesso ao aborto é fornecido pela assistência médica pública para os cidadãos canadenses e para os residentes permanentes, nos hospitais do país.
De 1994 a 1998, membros de movimentos "pro-life” alvejaram com armas de fogo quatro médicos que praticavam abortos, tendo um sido assassinado em 1998. Em 1992, uma bomba incendiária causou severos danos numa clínica onde se realizavam abortos.

### Chile
Aborto, referido ao aborto induzido ou interrupção voluntária da gravidez, no Chile só é permitido para salvar a vida da mãe, a inviabilidade fetal ou violação.
O aborto foi definido como um delito no Código Penal de 1874. No entanto, em 1931, foram estabelecidas exceções para fins terapêuticos no Código Sanitário. Esta excepção permaneceu até 1989, quando o regime militar de Augusto Pinochet criminalizados todos os tipos de IVG novamente. No entanto, ele não considerou punível o aborto que era esperado procedimentos médicos consequência, mas não tentaram salvar a vida de a mãe
Nos anos seguintes, um importante debate foi gerado em relação à descriminalização do aborto, especialmente em alguns casos específicos. O governo de Michelle Bachelet em 2015 introduziu uma lei que descriminalizou o aborto parcialmente, pela simples razão de estupro, risco fetal de inviabilidade e vida da mãe. Este projeto foi aprovado pelo Congresso Nacional em 3 de agosto de 2017 e foi endossado pelo Tribunal Constitucional em 21 de agosto do mesmo ano. A lei foi promulgada em 14 de setembro de 2017.

### Colômbia
O aborto induzido ou a interrupção voluntária da gravidez na Colômbia é livre e legal até 24 semanas de gestação, desde a sentença C-055-22 da Corte Constitucional em 21 de fevereiro de 2022. Fora desse prazo, é permitido diante de três situações específicas tornadas legais a partir da sentença C-355 de 2006 da mesma corte. São elas: em caso de estupro, de má formação do feto ou de risco à mulher.

### Cuba
O aborto é permitido até as dez primeiras semanas de gravidez, regra que vigora desde a revolução comunista, em 1959. Cuba é primeiro país da América Latina a legalizar o aborto sem restrições. O Uruguai é o segundo, e a Cidade do México também é uma exceção.

### Estados Unidos da América
A legislação do aborto nos Estados Unidos é atribuição de cada estado desde este ano, a partir da decisão da Suprema Corte no caso Roe vs Wade.

### México
No México a legislação sobre o aborto é muito regional. Existem estados onde o aborto é legal quando o feto apresenta alguma deformação genética ou quando é produto de uma violação. Recentemente no ano 2009 em muitos estados mexicanos  passaram leis que proíbem qualquer forma de aborto como reação ao fato de que o aborto é legal na Cidade do México desde 2008, com a única limitação de que seja praticado até a 12ª semana de gestação. O aborto neste caso é praticado e assistido em clinicas do estado com atenção medica especializada e gratuita.

### Nicarágua
Na Nicarágua, o aborto é proibido em qualquer circunstância e durante todo o período da gestação.

### Paraguai
No Paraguai o aborto é legal em caso de risco de vida à mulher.

### Peru
No Peru o aborto é legal em três casos: em caso de estupro, de incesto ou de risco de vida à mulher.

### Uruguai
No Uruguai, o aborto pode ser feito por qualquer motivo até a 12ª semana de gestação, até a 14ª semana de gestação em caso de estupro, e a qualquer momento em caso de má-formação do feto ou risco de vida para a mãe. Há acompanhamento médico feito por uma equipe formada por um ginecologista, um psicólogo e um assistente social, e cinco dias de reflexão para que a mãe tenha certeza da decisão.

### Venezuela
Na Venezuela o aborto é legal em caso de risco de vida à mulher.

## Europa
Em todos os países da Europa, excepto Malta, o aborto não é penalizado em situações controladas.

### Alemanha
O aborto é permitido até às doze semanas a pedido da mulher após aconselhamento médico, ou em consequência de violação ou outro crime sexual. É também permitido após as doze semanas por razões médicas que possui, segundo a lei alemã, uma definição lata, incluindo saúde mental e condições sociais adversas.
A interrupção da gravidez é regulada na Alemanha pelo Artigo 218 do Código Penal.
Segundo dados da Eurostat, a taxa de abortos legais por nados-vivos manteve-se entre 20 e 21% de 1980 a 1985, tendo diminuído até 13% em 1995. Em 1996 houve um aumento abrupto para 16%, mantendo-se em 1997 e a taxa de 2000 foi de 18%.

### Áustria
O aborto é permitido até as doze semanas a pedido da mulher (lei de 1975). Permitida após as doze semanas em caso de perigo de vida, risco de malformação do feto, mulher menor de 14 anos.
Segundo dados da Eurostat, a taxa de abortos legais por nados-vivos manteve-se estável em cerca de 15% de 1960 a 1974, tendo em 1975 tido um salto para 28% e diminuindo gradualmente até 17% em 1988. Em 1989 houve uma quebra significativa para 4.1% tendo mantido valores entre 3.9% e 2.8% desde então.

### Bélgica
O aborto é permitido até as doze semanas quando a gravidez coloca em risco a mulher, razões sociais ou económicas. Permitida após as doze semanas em caso de sério risco para a saúde
Segundo dados da Eurostat, a taxa de abortos legais por nados-vivos tem variado entre 9% e 23% de 1992 a 1999, não apresentando dados para outros anos.

### Bulgária
O aborto é permitido a pedido da mulher até às doze semanas. Até às vinte semanas por risco médico. Permitida após as vinte semanas em caso de má formação do feto.
Segundo dados da Eurostat, há um número semelhante de abortos legais e nados-vivos desde 1960 a 1999. Estes valores diminuíram ligeiramente em 2000 e a taxa passou para 75% em 2001.

### Dinamarca
O aborto é permitido até as doze semanas a pedido da mulher mediante a apresentação de um requerimento a um médico ou centro social, que aconselhará a mulher e a encaminhará para um hospital, se mantiver a intenção de interromper. Permitida após as doze semanas em caso de risco de morte ou saúde física da mulher, risco de malformação do feto.
Segundo dados da Eurostat, a taxa de abortos legais por nados-vivos manteve-se estável em cerca de 5% de 1960 a 1967, tendo aumentado rapidamente até 41% em 1976 e estabilizando até 1981 altura em que começou a diminuir gradualmente até 25% em 1994 tendo-se mantido mais ou menos estável desde então.

### Grécia
O aborto é permitido até as doze semanas a pedido da mulher. Permitida até as vinte semanas em caso de risco de morte ou saúde física ou mental da mulher, violação ou outros crimes sexuais. Permitida até as 24 semanas no caso de risco de malformação do feto.
Segundo dados da Eurostat, a taxa de abortos legais por nados-vivos aumentou de 7,3% em 1989 para 12,2% em 1994.

### Países Baixos
O aborto é permitido até as treze semanas a pedido da mulher. Permitida após as 24 semanas em comprovadas situações de dificuldade e falta de alternativas da mulher, decisão tomada entre a mulher e um médico.
Segundo dados da Eurostat, a taxa de abortos legais por nados-vivos manteve-se estável entre 9,5% e 9,9% em 1985 e 1992 tendo aumentado ligeiramente desde então até 11,6% em 1997.

### Itália
O aborto é permitido até aos noventa dias (entre as doze e treze semanas) por razões sociais (incluindo as condições familiares e/ou as circunstâncias em que se realizou a concepção), médicas ou económicas: de facto, a pedido da mulher. Permitida em qualquer momento em caso de risco de morte ou saúde física ou mental da mulher, risco de malformação do feto, violação ou crime sexual.
Segundo dados da Eurostat, a taxa de abortos legais por nados-vivos aumentou de 32% em 1980 para 39% em 1984 tendo diminuído gradualmente desde então até 26% em 1992 e mantendo-se mais ou menos estável até 1999.

### Irlanda
Num referendo em 26 de maio de 2018, a maioria dos irlandeses votou pela revogação da proibição constitucional do aborto. O "Sim" alcançou 68% dos votos contra os 32% do "Não". O governo da Irlanda avançará até ao fim de 2018 com legislação que possibilite o aborto até às 12 semanas de gravidez em qualquer circunstância.

### Malta
O aborto é proibido em qualquer circunstância.

### Noruega
O aborto é permitido a pedido da mulher até as doze semanas. Permitida após as 12 semanas para proteger a saúde da mulher, nos casos de violação e inviabilidade do feto.
Segundo dados da Eurostat, a taxa de abortos legais por nados-vivos variou entre 25% e 31% de 1974 a 1992, tendo-se mantido entre 25% e 23% até 2001.

### Polônia
O aborto é permitido em caso de violação (estupro), incesto, risco de morte ou saúde física da mulher ou risco de malformação do feto. Nos casos de justificação médica, ela tem de ser realizada por dois médicos diferentes do que vai realizar o aborto.
Na Polônia o aborto foi livre durante o regime comunista até 1993. Movimentos fazem campanha para que a Constituição polonesa seja reformada, no sentido de ampliar a proteção legal da vida humana até o momento da concepção. Há também movimentos que defendem a despenalização da Interrupção Voluntária da Gravidez à semelhança da maioria dos países da União Europeia.
Segundo dados da Eurostat, a taxa de abortos legais por nados-vivos aumentou de 23% 1963 para 30% em 1967, tendo diminuído até 20% em 1987. A partir deste ano há uma quebra acentuada e os valores chegam a 2,3% em 1992 tendo mantido valores inferiores a 0,25% desde então.

### Portugal
O aborto é permitido em Portugal até às dez semanas de gestação a pedido da grávida. A Lei nº 16/2007 de 17 de Abril indica que é obrigatório um período mínimo de reflexão de três dias e tem de ser garantido à mulher "a disponibilidade de acompanhamento psicológico durante o período de reflexão" e "a disponibilidade de acompanhamento por técnico de serviço social, durante o período de reflexão" quer para estabelecimentos públicos quer para clínicas particulares. A mulher tem de ser informada "das condições de efectuação, no caso concreto, da eventual interrupção voluntária da gravidez e suas consequências para a saúde da mulher" e das "condições de apoio que o Estado pode dar à prossecução da gravidez e à maternidade". Também é obrigatório que seja providenciado "o encaminhamento para uma consulta de planeamento familiar."
O período de permissão é estendido até às dezesseis semanas em caso de violação ou crime sexual (não sendo necessário que haja queixa policial), até às vinte e quatro semanas em caso de malformação do feto.
É permitido em qualquer momento em caso de risco para a grávida ("perigo de morte ou de grave e irreversível lesão para o corpo ou para a saúde física ou psíquica da mulher grávida") ou no caso de fetos inviáveis.

### Reino Unido
O aborto é permitido até as 24 semanas por razões sociais, médicas ou económicas. Permitida após as 24 semanas nos casos de risco para a vida da mãe, risco de grave e permanente doença para a mãe e nos casos de risco de malformação do feto.
O aborto é legal na Inglaterra, Escócia e País de Gales desde 1967. Nessa altura, a legislação britânica era uma das mais liberais da Europa. Hoje, a maioria dos países europeus adoptaram legislação semelhante.
Segundo dados da Eurostat, a taxa de abortos legais por nados-vivos manteve-se estável entre 23% e 26% de 1985 a 1997, tendo aumentado até 30% em 2001.

### Rússia
Em 1885, a Rússia czarista baniu o aborto no Código Criminal Imperial, sendo que esta lei foi questionada em 1914 pela divisão russa da União Internacional dos Criminologistas de São Petesburgo e no início da Revolução Russa, apesar de ser uma questão controversa devido a necessidade de preservar a vida como um bem comunitário, por um lado, e a necessidade de dar segurança e saúde para as mulheres; e evitar que elas dependam de médicos especuladores, o procedimento foi legalizado. Uma mulher foi inocentada em primeira instância por ter praticado o aborto em 1920 para ser legalizado em escala nacional no mesmo ano pelo Ministério Soviético de Saúde e Justiça.
Stálin limitou o aborto por lei a casos de extremo perigo de vida para a mulher, só voltando a ser desregulamentado em 1955. Visando a constituição de uma mão-de-obra fabril, Stálin criou leis que condenavam a morte ou a 2 anos de prisão quem conduzia e pressionava por abortos, aumentou o salário e os benefícios trabalhistas de mulheres grávidas e mães que recém-pariram seus filhos além de aplicar penalidades a quaisquer empregadores que se recusassem a contratar e/ou discriminar mulheres grávidas.

### Suécia
O aborto é permitido a pedido da mulher até as dezoito semanas. Permitida até as 22 semanas por motivos de força maior (ex: inviabilidade do feto).
A primeira legislação aceitando o aborto na Suécia foi emitida em 1938. Previa que o aborto seria legal caso existissem razões médicas, humanitárias ou eugénicas.
Segundo dados da Eurostat, a taxa de abortos legais por nados-vivos aumentou de 3% em 1960 para 36% em 1979 tendo-se mantido entre 28 e 36% desde então.

### Suíça
O aborto é permitido até as doze semanas. A mulher deve ser informada exaustivamente antes de se submeter à intervenção.
O aborto é regulado pelo artigo 119 do Código Penal.

## Ásia

### Taiwan
O poder executivo da Taiwan propôs uma emenda à legislação vigente sobre o aborto que, entre outras coisas, estabelece um período de "reflexão" de três dias para todas as mulheres que desejem abortar. Isto devido a recentes estatísticas que revelam um número maior de abortos que de nascimentos por ano no país. Segundo um estudo de 1992 publicado pelo Journal of the Royal Society of Health, 46 por cento das mulheres de Taiwan já se submeteram a um aborto. A agência Associated Press informa que vários proeminentes ginecólogos de Taiwan actualmente creem que há mais abortos que nascimentos por ano, uma cifra estimada em 230 mil abortos.
A emenda obrigaria as mulheres a provar que consultaram seu médico antes de buscar um aborto, e as menores de 18 anos teriam que contar com autorização de seus pais ou tutores.

## África

### Gana
Em Gana, o aborto é proibido exceto em caso de estupro, incesto, defeito no feto ou para preservar a saúde mental da mulher.
O aborto inseguro é a segunda maior causa de mortes maternas em Gana. O aborto é considerado algo vergonhoso, e mulheres que fazem aborto em Gana podem receber nomes pejorativos. O acesso ao aborto seguro é influenciado por fatores sociais e econômicos, e as mulheres mais vulneráveis ao aborto inseguro são mais novas, pobres e não têm apoio de seus parceiros.

### Nigéria
Na Nigéria, o aborto só é permitido em caso de risco de vida da mulher.

## Oceania

### Nova Zelândia
O aborto é permitido, desde 1977, até as vinte semanas de gravidez, e depois das vinte semanas, se prejudicar a saúde da mulher. A regulamentação requer que o aborto após as doze semanas de gestação têm que ser realizadas em “instituições licenciadas”, que são normalmente hospitais.